# Aleksandar Jablanović
Aleksandar Jablanović, en albanès: Aleksandër Jabllanoviq, (Mitrovica, 25 de setembre de 1980) és un polític serbi de Kosovo i fou el ministre de les comunitats i retorns a la República de Kosovo del 9 de desembre de 2014 fins al 3 de febrer de 2015. Anteriorment va ser vicealcalde del municipi de Leposavić, membre de l' Assemblea Nacional de Sèrbia i secretari d'Estat en el Ministeri per a Treball, Ocupació, Veterans i Afers Socials serbi. El maig de 2017 va fundar el partit serbi de Kosovo (Partija Kosovskih Srba - PKS), però no va aconseguir representació parlamentària en les eleccions del 2019.
El 6 de gener de 2015, un grup d'albanesos va lapidar i bloquejar el pas a un autobús que desplaçava 40 serbis a la missa nadalenca a l'església ortodoxa de Gjakova, com s'havia fet el Nadal anterior; Jablanović va publicar una declaració, anomenant als atacants "salvatges". Isa Mustafa va dir que estudiaria si el comentari hagués trencat la Constitució de la República de Kosovo. La premsa de Kosovo va informar que havia fet el comentari directament a Thirrjet e nënave (associació de víctimes de les mares de la guerra de Kosovo), produint així les protestes de Kosovo del 2015. La majoria de l'oposició i els ciutadans van exigir la seva dimissió. Es va disculpar formalment per les seves declaracions, però el 3 de febrer de 2015, el president Isa Mustafa va anunciar la seva destitució.